# Ключ 63
Ключ 63 (трад. и упр. 戶, 户, 戸) — ключ Канси со значением «дверь»; один из 34, состоящих из четырёх штрихов.
В словаре Канси есть 44 символа (из 49 030), которые можно найти c этим радикалом.

## История
Древняя идеограмма изображала одну створку двери.
Иероглиф используется в значениях: «дверь, отверстие, вход, хозяйство, семья, род» и др.
В качестве ключевого знака иероглиф используется редко.

Техника написания
Техника написания
Техника написания
Вид в Цзиньвэнь
Вид в Цзягувэнь
Вид в Цзянбо
Вид в большой печати Чжуаньшу
Вид в малой печати Чжуаньшу

В словарях располагается под номером 63.

## Значение
1. Единственная дверь.
2. Дом, единица домашнего управления, то есть люди.
3. Общее название входов и выходов.
4. Полки, на которых размещены книги.
5. Объём алкоголя.
6. Глагол: стоп.

## Варианты прочтения
- кит. 戶, 户, 戸, пиньинь hù, ху.
- яп. こ, ko, ко.
- кор. 지게 jige, тьигэ?, 호 ho, хо?.

## Примеры иероглифов
| Доп. штрихи | Иероглифы            |
| ----------- | -------------------- |
| 0           | 戶 户 戸             |
| 1           | 戹                   |
| 3           | 㦾 戺 戻 戼          |
| 4           | 𢨵 㦿 㧀 戽 戾 房 所 |
| 5           | 㧁 㧂 扁 扂 扃       |
| 6           | 𢩊 𢩉 扄 扅 扆 扇    |
| 7           | 扈                   |
| 8           | 扊 扉                |
| 10          | 𢩛                   |
| 11          | 𢩜                   |
| 19          | 𢩣 𢩤                |

- Примечание: Ваш браузер может отображать иероглифы неправильно.